# Romeo X Juliet
Romeo x Juliet (ロミオ×ジュリエット, Romio to Jurietto, é uma série de) mangá que foi inspirada na peça Romeu e Julieta, de William Shakespeare. Mais tarde foi adaptada para um anime de 24 episódios.
Romeo x Juliet é um anime baseado na história criada por Shakespeare. É a história de um amor jovem entre duas Famílias Rivais: Os Capuletos e os Montecchios.
Neo Verona é a cidade onde a história acontece, ela é governada pelo tirano Montecchio, onde 14 anos atrás, matou a Família Capuleto em busca de Poder, mas em meio desses homicídios sobreviveu a descendente dos Capuletos: Julieta Fiammata Asto Capuleto.Para não levantar suspeitas ela se veste de menino e responde pelo nome de Odin, mas pela desigualdade social em Neo Verona, Julieta luta pela justiça como Redemoinho Vermelho. Em meio de uma dessas lutas ela conhece o jovem nobre Romeu. Em um baile ela vai vestida como Julieta e por acidente se encontra com Romeu novamente, esse fica encantado com sua beleza, causando um amor a primeira vista entre os dois.
Quando Julieta completa 16 anos ela descobre a verdade sobre o seu passado, sobre os Capuletos e Montecchios, um tempo depois ela descobre que Romeu Candorebanto Montecchio é filho do Montecchio que matou seus pais.“Esse amor realmente é impossível?